# Norvégiában történt légi közlekedési balesetek listája
A Norvégiában történt légi közlekedési balesetek listája mind a halálos áldozattal járó, mind pedig a kisebb balesetek, meghibásodások miatt történt, gyakran csak az adott légiforgalmi járművet érintő baleseteket is tartalmazza évenkénti bontásban.

## Norvégiában történt légi közlekedési balesetek

### 1961
- 1961. augusztus 9., Sola repülőtere, Stavanger közelében. A Viking légitársaság repülőgépe lezuhant fedélzetén 34 croydoni diákkal, két tanárukkal és a 3 fős személyzettel. A balesetet senki sem élte túl.[1]

### 2016
- 2016. április 29. Turoey-sziget, Solsvik település közelében, Északi-tenger, Hordaland megye partjainál. Lezuhant a Statoil olajtársaság által bérelt egyik kereskedelmi használatú helikopter, egy Eurocopter EC 225L Super Puma típusú légi jármű, amely a Gulfalks olajmezőtől indult és Bergenbe tartott.[2] A gépen 11 utas és 2 fő legénység tartózkodott, mindenki életét vesztette, 11 norvég, egy brit és egy olasz állampolgár lelte halálát.[3]

### 2019
- 2019. augusztus 31., délután, Alta várostól délre. Öt utas és a svéd állampolgárságú pilóta vesztette életét, amikor lezuhant a norvég Helitrans légiforgalmi vállalat Airbus AS350 típusú helikoptere.[4]